# Manuele Cantacuzeno (usurpatore)

Cartina del despotato della Morea, nel 1453.

Manuele Cantacuzeno (fl. XV secolo) è stato un usurpatore bizantino, vissuto nel XV secolo, appartenente alla famiglia bizantina dei Cantacuzeni, che tentò di usurpare il trono dei despoti della Morea, ai Paleologi, tra il 1453 e il 1454.

## La rivolta contro i Paleologi
Manuele Cantacuzeno era nipote di Demetrio I Cantacuzeno, che fu l'ultimo membro della famiglia dei Cantacuzeni, ad essere despota della Morea. Nel 1453, mentre Costantinopoli stava per cadere nelle mani dei turchi ottomani, e il suo imperatore, Costantino XI Paleologo, morendo con essa, Manuele Cantacuzeno organizzò una rivolta contro i due despoti della Morea, fratelli dell'imperatore, Tommaso Paleologo e Demetrio II Paleologo. Tutti in Morea erano a conoscenza del fatto che i due despoti si odiavano e grazie a ciò Manuele fu avvantaggiato nella sua azione di rivolta, che lanciò nel 1453.
Inizialmente la situazione era favorevole a Manuele, ma rapidamente le sorti della rivolta cambiarono. L'impero ottomano, decise che il despotato della Morea doveva rimanere nelle mani di Tommaso Paleologo e Demetrio II Paleologo. Per questo motivo, chiunque tentava di sfidare i due despoti, era come se sfidasse l'impero ottomano e sarebbe stato schiacciato da esso. I due despoti cessarono le ostilità tra loro e con il minimo supporto dei turchi, si unirono per lottare contro Manuele. Grazie all'aiuto dei turchi, la rivolta di Manuele fu sopraffatta e spenta nel 1454.